# Gaetano Genovese
Gaetano Genovese (Eboli, 1795 – Napoli, 1875) è stato un architetto e decoratore italiano, che svolse l'incarico di architetto direttore della real casa a Napoli durante quasi tutto il corso del regno di Ferdinando II di Borbone.

## Biografia
Allievo della cattedra di architettura presso l'Accademia di Belle Arti partenopea, a vent'anni si recò a Roma per completare la sua formazione. Poco dopo il suo rientro a Napoli, nel 1824 venne assunto come aiuto architetto della Real casa: in breve tempo divenne uno dei progettisti preferiti dai reali che si susseguirono e che, infine, lo posero al vertice dell'ufficio, quando si decise di sostituire il Niccolini. Durante la tenenza di tale incarico lavorò soprattutto ad opere di restauro e decorazione architettonica degli interni, impegnandosi anche in questioni di sistemazione urbanistica.

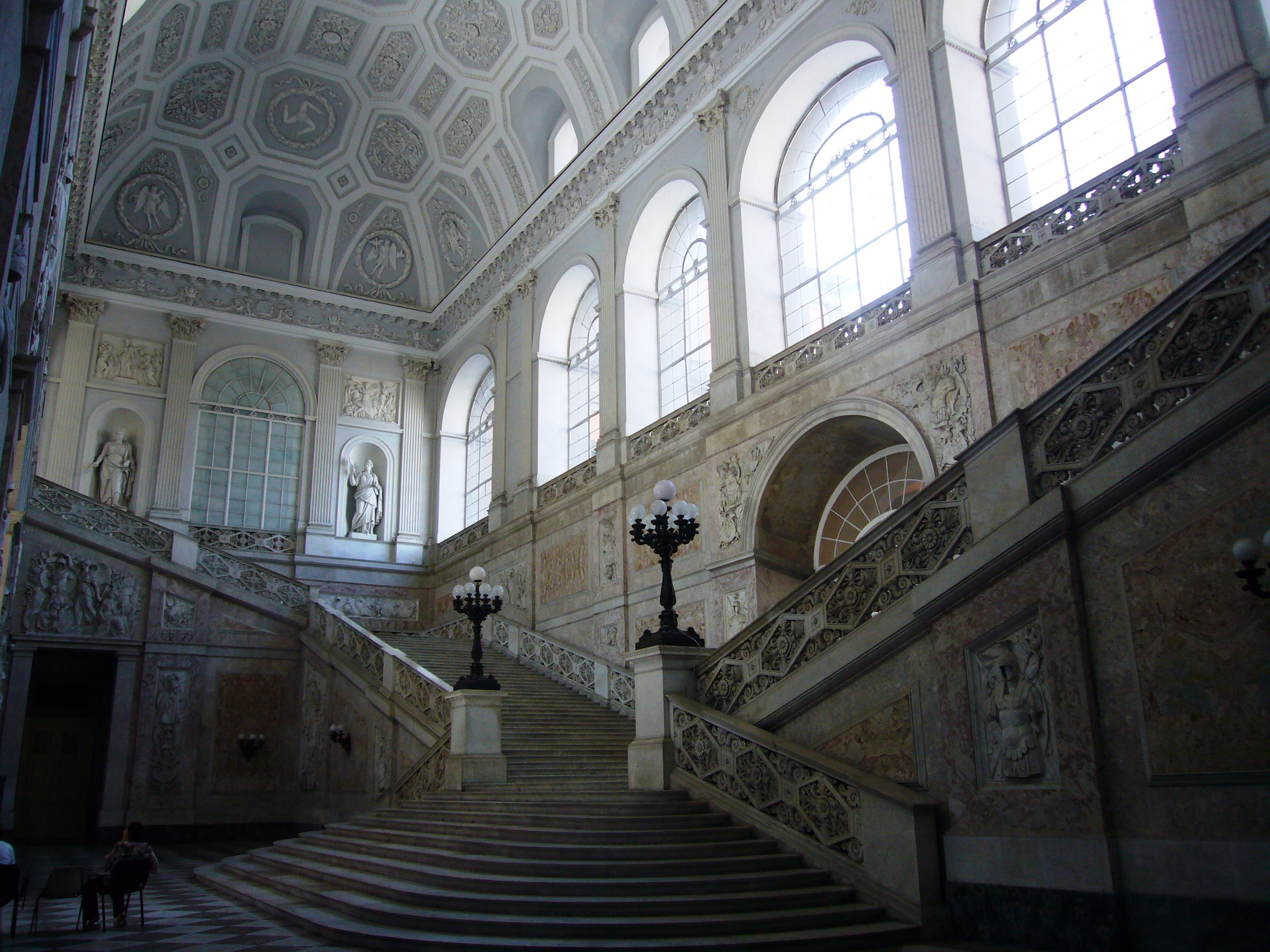
Lo scalone monumentale del palazzo reale di Napoli, progettato dal Fuga nel Seicento e restaurato in epoca successiva dal Genovese

Nel 1837, Ferdinando II gli affidò il compito di restaurare il Palazzo Reale alla Marina, i cui appartamenti erano stati danneggiati da un rovinoso incendio. I lavori, avviati l'anno successivo, sarebbero proseguiti fino al 1858 e avrebbero comportato una profonda trasformazione dell'aspetto interno del sito, oltre ad un consistente incremento degli ambienti. Coadiuvato da Pietro Persico e Francesco Gavaudan, il Genovese studiò e progettò un rifacimento della Reggia sopra un piano grandioso comodissimo e bello, che presentò alla Maestà del Re che recuperava le idee di Domenico Fontana, primo artefice della fabbrica, ed era coerente con la visione conservatrice del committente. All'edificio vennero apportate sostanziali trasformazioni neoclassiche, consistenti nella rielaborazione dello scalone monumentale e in numerose aggiunte quali, sul lato meridionale, quella del cortile del Belvedere del giardino pensile e, dal lato di Piazza San Ferdinando, di quello ora chiamato "Giardino Italia" al posto di ciò che residuava del Palazzo Vecchio di don Pedro de Toledo.
Oltre ad innalzare nuovi corpi di fabbrica ai lati e alle spalle il Genovese decise di trasferire gli appartamenti privati dei reali al secondo piano e di destinare tutte le 90 camere del primo agli intrattenimenti e alle cerimonie ufficiali: sorse così la sfarzosa Ala delle feste. Vennero inoltre restaurati l'ingresso centrale, lo scalone d'onore e la cappella palatina, che subirono radicali modifiche.

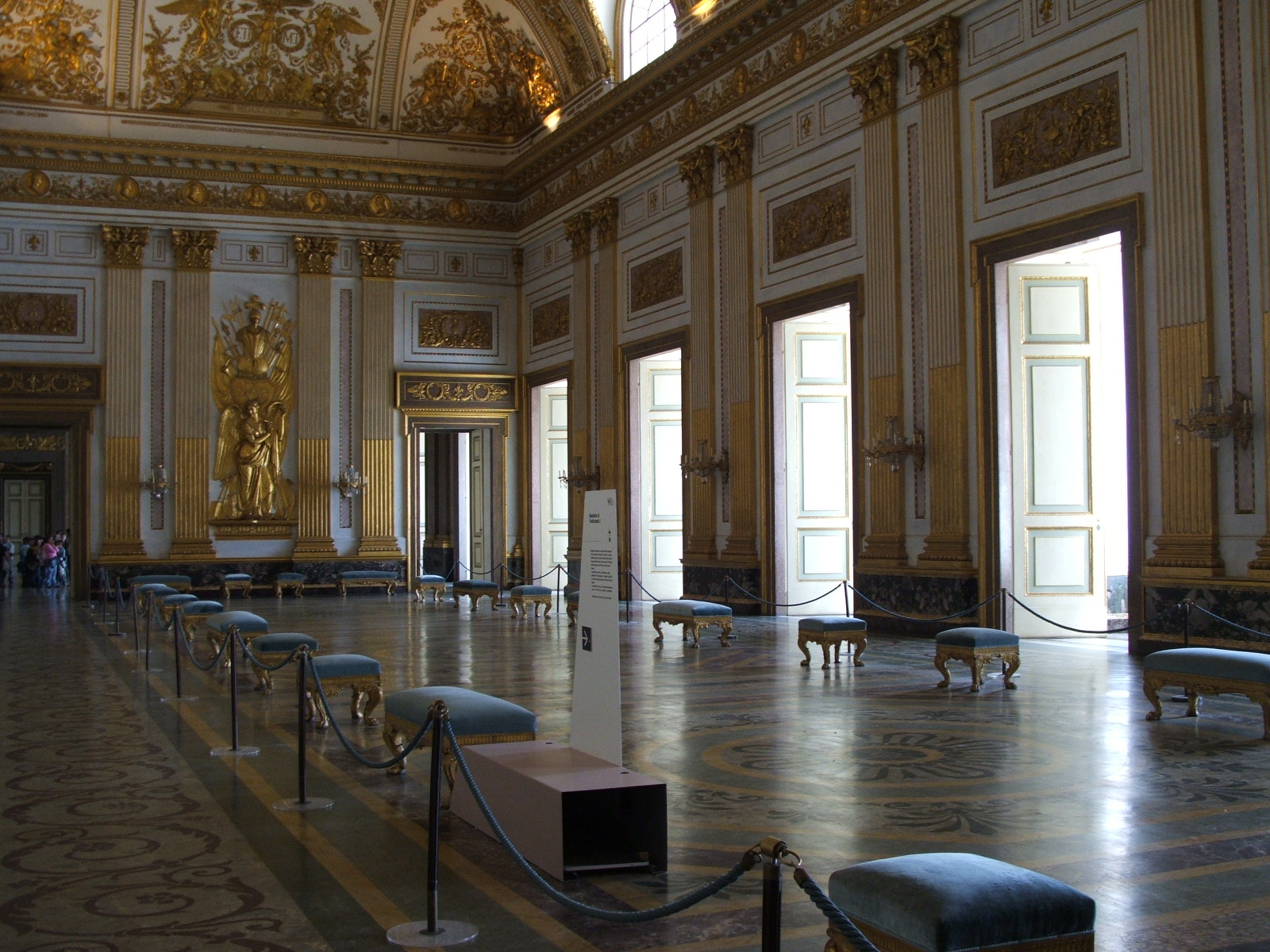
Sala del Trono nella Reggia di Caserta

A partire dal 1839 il Genovese venne incaricato di compiere alcuni lavori alla Reggia di Caserta; fra questi si segnalano la realizzazione definitiva della sala del trono e persino la creazione di una "sedia volante" (una sorta di ascensore) all'interno della stessa.
Nel 1841 Carlo Mayer von Rothschild, nuovo proprietario dell'attuale Villa Pignatelli, gli commissionò i lavori di rimodernamento della residenza, che condusse in collaborazione con un ignoto architetto parigino; in questo periodo vennero innalzati anche i locali che oggi ospitano il museo delle carrozze.
Nel 1843 gli venne affidata la ristrutturazione della chiesa di Santa Maria di Monteverginella (cosiddetta Monteverginella), che fece rimaneggiare quasi completamente, comandando l'eliminazione di gran parte delle decorazioni settecentesche.
Nel 1845 monsignor Gennaro Pasca, all'epoca vescovo di Nola, lo incaricò della ristrutturazione del Seminario Vescovile diocesano, per il quale realizzò i due piani più alti, la cappella e lo scalone d'ingresso.
Nel 1852 fu incaricato, in qualità di professore ordinario, dell'insegnamento di architettura presso l'Accademia delle Belle Arti.
A partire dal 1853 assunse anche la direzione dei lavori nel cimitero di Poggioreale, portando finalmente a compimento le opere del complesso e quelle della chiesa Madre in particolare.
Nel pieno della sua carriera abitò a Napoli, in Salita Tarsia 132, nel cosiddetto Palazzo Genovese da lui ristrutturato, sulla cui facciata è ancora visibile lo stemma della famiglia.

## Opere principali
- Restauro del Palazzo Reale alla Marina (1837 - 1858)
- Decorazione della Sala del Trono e altre opere minori nella Reggia di Caserta (1839 - 1845)
- Restauro della Villa Pignatelli alla Riviera di Chiaia (1841)
- Ristrutturazione della chiesa di Santa Maria di Montevergine (cosiddetta Monteverginella) (1843)
- Seminario Vescovile di Nola (1845 - 1853)
- Completamento della chiesa Madre del cimitero di Poggioreale (dal 1853)
- Orologio di Città dinanzi alla facciata principale di Palazzo San Giacomo[2]
- Restauro del Palazzo Saluzzo di Corigliano (?)
- Restauri vari a Palazzo Ravaschieri di Satriano (?)
- Rifacimento di Palazzo Buono (?)